# Peace (песня Тейлор Свифт)
«Peace» (с англ. — «Спокойствие») — песня американской певицы Тейлор Свифт, вышедшая 24 июля 2020 года на лейбле Republic Records вместе с выходом восьмого студийного альбома Folklore в качестве его пятнадцатой композицией. Свифт написала песню вместе с ее продюсером Аароном Десснером. По словам Свифт, «Peace» — ее самая личная песня на альбоме Folklore. Это минималистская композиция, состоящая из нежного фортепиано и гармоничных гитар над электрическим пульсом, сочетающая в себе элементы R&B, фанка и джаза. В тексте героиня Свифт клянется в верности своему возлюбленному, но при этом признает и те минусы, которые она может привнести в их отношения.
Музыкальные критики, похвалившие «Peace», отметили в песне эмоциональный текст, гибкое и нестандартное вокальное исполнение Свифт. Некоторые критики назвали ее одной из лучших песен, написанных Свифт. Свифт исполнила песню для концертного документального фильма «Folklore: The Long Pond Studio Sessions» (2020).
Песня заняла 58 место в Billboard Hot 100 и вошла в чарты синглов в Австралии и Канаде.

## История
Американская певица Тейлор Свифт начала работу над своим восьмым студийным альбомом Folklore во время локдауна пандемии COVID-19 в начале 2020 года. В качестве продюсера для альбома она привлекла своего первого соавтора Аарона Десснера. Свифт написала девять песен в соавторстве с Десснером, который спродюсировал их все, включая «Peace». Это был третий трек, который они сделали после «Cardigan» и «Seven». Из-за локдауна Свифт и Десснер были разлучены и поэтому создали Folklore, обмениваясь цифровыми файлами; песни, над которыми они работали, изначально были инструментальными треками Десснера, которые он отправлял Свифт для написания мелодии и текста.

## Композиция
Отличаясь скудным Lo-Fi инструментарием, «Peace» — это минималистская песня в стиле R&B с медленной фанковой басовой линией, состоящая из трех насыщенно гармонизированных электрогитар, сопоставленных над тикающим пульсом, далее текстурированная тонкими синтезаторами и моросящими нежными звуками фортепиано. Свифт использует свой душевный джазовый вокал в «Peace», через сложную вокальную мелодию, варьирующуюся между F33 и A4. Песня написана в тональности фа мажор и имеет умеренно быстрый темп 150 ударов в минуту.

## Отзывы
«Peace» получила в целом положительные отзывы от музыкальных критиков.
Сара Карсон из газеты i отметила «Peace» как «самую романтичную песню», которую Свифт когда-либо писала, содержащую «поэтические черты сказок» ее ранней кантри-карьеры, и подчеркнула текст «Все эти люди думают, что любовь напоказ, / Но я готова умереть за тебя в тайне». Критик журнала Variety Крис Уилман назвал «Peace» «чемпионской романтической песней» и вместе с композицией «Invisible String» счел ее подходящим дополнением, контрастирующим с навязчивой грустью Folklore. По его мнению, «Peace» — это «реалистичная» любовная баллада, которая «делает все компенсирующие клятвы верности и мужества еще более правдоподобными и глубоко прекрасными». Лаура Снейпс из газеты The Guardian похвалила «глубокую преданность», которую Свифт выражает в «Peace».
Нейт Джонс, написавший рецензию для Vulture, считает, что песня «Peace» «более явно автобиографична, чем большая часть альбома». В ней Свифт извиняется перед своим возлюбленным за «стресс, который возникает при свидании с одной из самых известных женщин в мире». Он добавил, что цель песни может показаться «невыносимо гибкой», но «ее непритязательная подлинность удерживает ее далеко от территории хвастовства». Кэлли Алгрим из Insider сказала, что в песне Свифт обещает дать своему партнеру «страсть, тепло и нерушимую верность», но при этом «борется со своей неспособностью обещать мир». Кортни Ларокка, также написавшая для Insider, восхитилась «душераздирающе уязвимым» текстом песни, «потрясающей» музыкальной композицией и «четким» вокалом Свифт. Она также провела лирические параллели между «Peace» и более старыми песнями Свифт «Call It What You Want» (2017) и «The Archer» (2019).

## Коммерческий успех
После выхода альбома Folklore песня «Peace» дебютировала на 58 месте в чарте Billboard Hot 100, на 12 месте в Hot Rock & Alternative Songs и на 25 месте в Rolling Stone Top 100. Также песня достигла 33 места в австралийском чарте ARIA Singles Chart и 46 места в канадском чарте Canadian Hot 100.

## Участники записи
По данным и альбомного буклета и Pitchfork.
- Тейлор Свифт — вокал, автор
- Аарон Десснер — автор, продюсер, звукозапись, бас, фортепиано, меллотрон, синтезаторы, электрогитара
- Джастин Вернон — тактус
- Лаура Сиск — звукозапись
- Джонатан Лоу — сведение, звукозапись
- Рэнди Меррилл — мастеринг

## Чарты
| Чарт (2020)                                  | Высшая позиция |
| -------------------------------------------- | -------------- |
| Австралия (ARIA)                             | 33             |
| Канада (Billboard Canadian Hot 100)          | 46             |
| Великобритания (UK Streaming Chart)          | 62             |
| США (Billboard Hot 100)                      | 58             |
| США (Billboard Hot Rock & Alternative Songs) | 12             |
| США (Rolling Stone Top 100)                  | 25             |

| Чарт (2020)                                   | Позиция |
| --------------------------------------------- | ------- |
| США (Hot Rock & Alternative Songs, Billboard) | 53      |